# Doublet achromatique

Schéma d'un doublet achromatique, les différentes longueurs d'onde du spectre visible se focalisent à peu près à la même distance.

Un doublet achromatique (ou achromat) est un doublet de lentilles conçu pour limiter les effets des aberrations chromatique et sphérique. L'achromat corrige les distances focales de faisceaux lumineux de différentes longueurs d'onde pour mieux les faire converger vers le même plan.
Le principe de la correction consiste à associer deux éléments dont l'influence sur la qualité de l'image est de sens opposé : les formes sont étudiées afin que l'aberration chromatique propre à une lentille soit contrebalancée par celle de l'autre. De ce fait le chromatisme axial est annulé pour une paire de longueurs d'onde et est très réduit pour le reste du spectre.
Le plus souvent, la puissance positive de la lentille en verre crown est sensiblement supérieure à celle négative de la lentille en verre flint. Le doublet forme une lentille de puissance légèrement positive, mais améliore la focalisation des faisceaux de longueurs d'onde différentes. Des doublets négatifs, dont la puissance négative de l'une des lentilles prédomine, peuvent être également réalisés.

## Historique
L'idée d'associer deux lentilles possédant des caractéristiques particulières pour réduire les aberrations naît durant les années 1730 à 1760, en Angleterre. À cette époque, le problème des défauts chromatiques est important dans le domaine des instruments d'observation astronomique : l'origine reste incomprise et la question souvent considérée comme insoluble. Newton en vient à préférer construire un télescope, à base de miroirs réflecteurs, plutôt que d'utiliser les lunettes, dotées de lentilles réfractives, usuelles des années 1670.
Les lentilles sont durant le XVIIe siècle de qualité médiocre : limitées en taille à cause des aberrations qui devenaient rapidement trop importantes au bord de ces éléments et polies dans des blocs de verre de qualité inégale.
Avec l'invention du doublet achromatique au début du XVIIIe siècle, et la découverte qu'il est possible de corriger les aberrations chromatiques, l'un des problèmes est résolu, mais il faut attendre le début du siècle suivant pour qu'enfin les verres pour l'optique soient suffisamment améliorés pour réaliser des lentilles de grande taille.

### Paternité de l'invention

Schéma de la formule optique du doublet de Hall-Dollond. Le doublet est originellement utilisé comme télescope, ici, il est dans une configuration « objectif photographique », avec un diaphragme à l'avant. La première lentille en flint est plano-concave, la seconde lentille, collée, est en crown équiconvexe.

La primauté de l'invention du doublet achromatique a fait l'objet d'une controverse. En 1729, Chester Moore Hall, un avocat londonien, conçoit le premier doublet achromatique, après une approche empirique à l'aide de deux prismes de flint et de crown. Afin de conserver le secret de son expérience, il demande en 1733 à deux opticiens différents, Edward Scarlett et James Mann, la réalisation d'une lentille chacun, et ces deux opticiens sous-traitent la fabrication à George Bass (en), qui, bien qu'ayant compris l'importance et la destination du montage, gardera le secret de ce système de deux lentilles,.
Ce n'est qu'à partir de 1749, avec la parution d'un article du mathématicien Leonhard Euler pointant des anomalies dans les conclusions de Newton quant aux aberrations chromatiques — Isaac Newton avait conclu que le chromatisme n'était pas corrigeable car il s’appuyait sur une loi de dispersion erronée — que l'intérêt des opticiens se dirige vers l'achromatisation des systèmes. Le papier rédigé par Euler fut à l'époque violemment contesté par l'opticien John Dollond, alors fervent tenant des théories newtoniennes. C'est après une nouvelle déconstruction par Samuel Klingenstierna des conclusions sur la dispersion de Newton que John Dollond s'applique à construire une lentille corrigée des aberrations chromatiques,, dont le secret de fabrication lui est alors communiqué par George Bass, ou par Robert Rew en 1750. Dollond dépose un brevet sur le doublet achromatique, dérobant la paternité de l'idée à Hall. À la suite de la publication en 1757 de ses résultats — sans mention des expériences de Hall, ni des critiques d'Euler et de Klingenstierna — dans les Philosophical Transactions de la Royal Society de Londres, il reçoit la médaille Copley ainsi que l'honneur d'être élu Fellow de la société.
À la suite de la mort de John Dollond en 1761, son fils aîné poursuit l'affaire familiale de conception de télescopes et de systèmes optiques. Il limoge son partenaire d'affaire après un conflit entre eux deux, le payant 200 £ pour qu'il ne confectionne pas de doublets achromatiques. Peter Dollond délivre ainsi un ultimatum à l'ensemble des opticiens londoniens, exigeant des royalties dès lors qu'ils produiraient des doublets achromatiques. À la suite de cette injonction, en 1764, trente-cinq opticiens londoniens s'unirent pour intenter un procès à Peter Dollond afin de rendre le brevet nul, attaquant ce brevet sur le fait que Dollond n'était pas l'inventeur du doublet, mais bien Hall.
À la suite d'un procès de Peter Dollond contre James Champneys, l'un des opticiens associés conte le brevet de Dollond, la cour jugea que Chester Moore Hall était effectivement l'inventeur du doublet achromatique mais que le bénéfice d'une découverte n'avait pas à revenir à celui qui en rédigeait la description dans ses notes, mais à celui qui en offrait la connaissance aux autres,. La paternité de Hall sombra dans l'oubli, enterrée par les procès de Dollond fils et ses réécritures de l'histoire, jusqu'en 1790, lorsqu'une lettre anonyme publiée dans le Gentleman's magazine rappela la contribution de Chester Moore Hall à la découverte de la combinaison.

### Développement et usage des achromats

La « lentille de Chevalier », un doublet collé utilisé pour prendre des photographies en format paysage (d'où le nom landscape). Les deux lentilles collées sont biconcave et biconvexe, mais leurs rayons de courbure ne sont pas identiques sur chacune de leurs faces.

Dans les années 1760, Euler, Clairaut, d'Alembert et Boscovic font avancer la théorie de la dispersion et par là même, les possibilités d'achromatisation. Mais les limitations inhérentes à la qualité et à la diversité des verres optiques empêchent de réaliser des doublets achromatiques dont les défauts ne sont pas rédhibitoires. Certains doublets sont cependant utilisés en microscopie, notamment les doublets réalisés par Dollond.
En 1814 ou 1817, Joseph von Fraunhofer a élaboré l'« achromat de Fraunhofer », un doublet achromatique conçu dans le cadre de son étude des propriétés optiques des lentilles alors que la même année Carl Friedrich Gauss publie un article sur un objectif à deux lentilles permettant de supprimer le chromatisme sur l'axe et pour les rayons marginaux. William Wollaston de son côté, composa un doublet apte à corriger les aberrations pour les chambres noires tandis que Charles Chevalier permit à la microscopie de progresser largement vers 1820 : la préparation d'échantillons demandant de plus en plus de les colorer, l'utilisation de l'achromatisation dans un système aussi complexe qu'un microscope permit de grands progrès malgré le prix, extrêmement élevé pour l'époque, de plusieurs centaines de francs pour un objectif.
À la demande de Daguerre, Charles Chevalier contribue en même temps à élaborer les premiers objectifs de photographie achromatisés. L'association de doublets achromatiques autour d'une pupille centrale fait partie des premiers progrès des landscape lenses et portrait lenses, que l'on peut traduire en objectifs paysage et objectifs portrait. Joseph Petzval réalise lui aussi, à peu près à la même époque vers 1839 des « achromats », objectifs combinant des doublets collés et décollés et corrigeant une panoplie d'aberrations de champ et chromatiques.
Utilisés pendant longtemps dans les lunettes astronomiques, pendant tout le XIXe siècle, les doublets achromatiques ont lentement disparu au profit des miroirs dans ces systèmes.

## Caractéristiques

1 : Verre crown
2 : Verre flint
3 : Focale du vert
4 : Focale convergente des bleu et rouge.

Le type d'achromat le plus simple couramment utilisé est un doublet constitué :
- d'une lentille convexe en verre crown[note 2] ;
- et d'une lentille concave en verre flint[note 3].

La focale d'un doublet achromatique est identique pour deux longueurs d'onde, en général pour un doublet fonctionnant dans les longueurs d'onde visibles on prend la raie F à 486,1 nm et la raie C à 656,3 nm de l'hydrogène ; la focale pour la moyenne des deux longueurs d'onde corrigées n'est différente que d'un facteur 5 × 10−4 par rapport à la focale corrigée, là où une lentille simple peut voir sa différence de focale approcher le facteur 2 × 10−2. Cette différence de focale est ce qui caractérise le chromatisme axial. Un doublet achromatique est classiquement utilisé pour des ouvertures allant jusqu'à {\displaystyle f/4} et pour des angles de champs de quelques degrés seulement.
Des achromats plus complexes, constitués de plusieurs doublets achromatiques collés ou décollés, ont été créés dès les années 1850 par des opticiens cherchant à créer les premiers objectifs d'appareils photographiques. On note par exemple la combinaison de Chevalier, dite Chevalier lens, et l'achromat de Petzval, tous deux constitués de deux doublets séparés par un large espace d'air où se situe le diaphragme d'ouverture du système.
Les doublets achromatiques hybrides sont constitués d'une association d'une lentille mince avec une lentille diffractive. Les lentilles diffractives peuvent être en effet assimilées à un élément dont la constringence est négative et indépendante du substrat dans lequel elles sont gravées, de ce fait, il suffit de prendre en compte cette valeur de constringence pour estimer la puissance nécessaire du second élément. Les doublets hybrides peuvent ainsi associer à la lentille diffractive soit une lentille convergente en crown, soit une lentille divergente en flint.

## Conception optique du doublet

Chromatisme axial d'un doublet achromatique, la courbe de la focale d'un achromat en fonction de la longueur d'onde utilisée.

Les nombres d'Abbe {\displaystyle \nu _{1}} et {\displaystyle \nu _{2}} des matériaux de ces lentilles servent à calculer la distance focale optimale pour corriger des aberrations chromatiques. Pour une lumière jaune située dans la raie D de Fraunhofer (589,2 nm), les distances focales f1 et f2 de ces lentilles doivent respecter la formule suivante :
{\displaystyle f'_{1}\cdot \nu _{1}+f'_{2}\cdot \nu _{2}=0}
Comme les nombres d'Abbe sont positifs dans les doublets classiques, l'une des distances focales doit être négative, ce qui correspond à une lentille divergente, dans un doublet hybride où {\displaystyle \nu _{1}<0} ce n'est néanmoins pas le cas.
Il est possible de connaître la focale ou la vergence totale du doublet grâce à la formule de Gullstrand dans l'approximation de Gauss :
{\displaystyle V=V_{1}+V_{2}-{\frac {e}{n}}V_{1}V_{2}}
Ce qui revient dans le cas spécifique d'un doublet collé à la formule :
{\displaystyle V=V_{1}+V_{2}}
Dans le cas général les deux équations amènent à :
{\displaystyle V=V_{1}\left(1-{\frac {\nu _{1}}{\nu _{2}}}\right)+{\frac {e\nu _{1}}{n\nu _{2}}}V_{1}^{2}}
Ce qui permet de réduire le nombre d'inconnues de l'équation. Une fois les focales déterminées, il est ensuite possible de déterminer finement les rayons de courbures à laisser variables selon le type de doublet que l'on cherche à concevoir.

## Types d'achromat
Les achromats sont d'abord différentiables en plusieurs grandes catégories, suivant leur caractéristique principale de design.
R désigne le rayon sphérique d'une lentille. Par convention, R1 désigne la première surface d'une lentille depuis l'objet observé. Un doublet comporte quatre surfaces de lentille de rayons R1 à R4.

### Doublet collé
Le tout premier achromat conçu par Hall et poli par Bass était une combinaison de focale 20 pouces (508 mm) et de diamètre 2,5 pouces (63,5 mm).
Le doublet Littrow consiste en une lentille crown équiconvexe (R1=R2), suivie d'une lentille flint avec R3=-R2 et la dernière face plate. Ce doublet peut produire une image fantôme entre R2 et R3 en raison des rayons identiques. Il peut produire également une image fantôme entre le rayon infini R4 et le bout du télescope.
Dans un doublet de Fraunhofer, la première lentille est convexe, et la seconde concave. R1 est plus grand que R2, et ce dernier proche de R3. R4 est généralement plus grand que R3.
Le doublet Clark contient une lentille crown équiconvexe (R1=R2), suivie d'une lentille flint avec R3≃R2 et R4≫R3. R3 est légèrement inférieur à R2 afin de créer des focales différentes entre R2 et R3, mais réduisant ainsi l'effet fantôme entre les deux lentilles.

### Doublet décollé
Le doublet de Gauss est un doublet décollé inventé par Gauss en 1817. Il consiste en un ménisque positif (convergent), donc en crown, suivi d'un ménisque négatif (divergent), en flint. Le degré de liberté supplémentaire laissé par la quatrième surface permet une meilleure correction des aberrations sur l'axe optique. À la fin du XIXe siècle, il a été découvert que placer un doublet de Gauss de chaque côté d'un diaphragme supprimait complètement la distorsion du système. Cette nouvelle formule optique fut nommée double Gauss.

### Flint à l'avant
Le doublet Steinheil a été inventé par Carl August von Steinheil. Contrairement au doublet de Fraunhofer, la première lentille est en verre flint et de puissance négative, et elle est suivie d'une lentille de puissance positive. Ce doublet nécessite des surfaces de courbure plus importantes.